# اشتورمتال
اشتورمتال (به آلمانی: Störmthal) یک منطقهٔ مسکونی در آلمان است که در گروسپوسنا واقع شده‌است. اشتورمتال ۵۱۲ نفر جمعیت دارد.